# Episodi di Trapper John (terza stagione)
La terza stagione della serie televisiva Trapper John è stata trasmessa in anteprima negli Stati Uniti d'America dalla CBS tra il 4 ottobre 1981 e il 16 maggio 1982.
| nº | Titolo originale                    | Titolo italiano | Prima TV USA     | Prima TV Italia |
| -- | ----------------------------------- | --------------- | ---------------- | --------------- |
| 1  | That Old Gang of Mine               |                 | 4 ottobre 1981   |                 |
| 2  | C.O.D.                              |                 | 11 ottobre 1981  |                 |
| 3  | Give Till It Hurts                  |                 | 18 ottobre 1981  |                 |
| 4  | Hate Is Enough                      |                 | 25 ottobre 1981  |                 |
| 5  | The Ego Experience                  |                 | 8 novembre 1981  |                 |
| 6  | Cooperative Care                    |                 | 15 novembre 1981 |                 |
| 7  | Is There a Doctor in the Big House? |                 | 29 novembre 1981 |                 |
| 8  | Mother Dearest                      |                 | 6 dicembre 1981  |                 |
| 9  | 'Tis the Season                     |                 | 20 dicembre 1981 |                 |
| 10 | Future Imperfect                    |                 | 27 dicembre 1981 |                 |
| 11 | 42                                  |                 | 3 gennaio 1982   |                 |
| 12 | Victims                             |                 | 10 gennaio 1982  |                 |
| 13 | Angel of Mercy                      |                 | 17 gennaio 1982  |                 |
| 14 | Danny                               |                 | 24 gennaio 1982  |                 |
| 15 | Ladies in Waiting                   |                 | 31 gennaio 1982  |                 |
| 16 | The Peter Pan Syndrome              |                 | 7 febbraio 1982  |                 |
| 17 | Medicine Man                        |                 | 21 febbraio 1982 |                 |
| 18 | Maybe Baby                          |                 | 7 marzo 1982     |                 |
| 19 | Love and Marriage                   |                 | 14 marzo 1982    |                 |
| 20 | Candy Doctor                        |                 | 21 marzo 1982    |                 |
| 21 | Doctors and Other Strangers         |                 | 28 marzo 1982    |                 |
| 22 | A Piece of the Action               |                 | 11 aprile 1982   |                 |
| 23 | Cause for Concern                   |                 | 18 aprile 1982   |                 |
| 24 | John's Other Life                   |                 | 2 maggio 1982    |                 |
| 25 | The One and Only                    |                 | 16 maggio 1982   |                 |